# 김포신곡중학교
김포신곡중학교(金浦新谷中學校)는 대한민국 경기도 김포시 고촌읍 신곡리에 있는 공립 중학교이다.

## 학교 연혁
- 2007년 12월 7일 : 신곡중학교 설립인가 (3학급)
- 2008년 3월 1일 : 개교 및 초대 이정길 교장 부임
- 2008년 3월 4일 : 제1회 입학식(41명)
- 2008년 8월 12일 : 신축교사로 이전
- 2009년 2월 13일 : 제1회 졸업식(23명)
- 2009년 3월 1일 : 중등영어교육 연구학교 운영 지정
- 2017년 3월 1일 : 김포신곡중학교(교명변경)
- 2023년 9월 1일 : 제5대 이희순 교장 취임
- 2024년 1월 5일 : 2023학년도 제16회 졸업식(299명, 졸업생수 2,190명)
- 2024년 3월 4일 : 2024학년도 제17회 입학식(288명)

## 참고 자료
- 김포신곡중학교 - 한국교육학술정보원 학교알리미